# Club Atlético Carcarañá
El Club Atlético Carcarañá es un club de fútbol argentino de la Provincia de Santa Fe, Región Centro (Argentina). Fue fundado el 8 de septiembre de 1906 en la ciudad de Carcarañá, por un grupo de funcionarios que trabajaban en una empresa productora de quesos y manteca. Su estadio de fútbol se llama el Gigante de la 9 y el de baloncesto Gigante del Centro. El primer presidente en la historia del club fue Juan Nimmo.
Posee varias disciplinas, entre ellas, el fútbol, baloncesto, tenis, rugby, hockey, natación, gimnasia, patinaje y taekwondo. Todos estos deportes poseen sus propias instalaciones.
Ha participado en varios campeonatos nacionales como el Torneo Argentino B y Torneo Argentino C. A nivel regional forma parte  y disputa partidos de la Liga Cañadense de Fútbol, donde se ha consagrado en 15 oportunidades, siendo de esta manera el tercer club más laureado de la liga.
También posee un equipo de baloncesto que disputa torneos oficiales en la Asociación Cañadense de Básquetbol, donde ha ganado 6 campeonatos, el último de ellos en 2015 después de vencer al Club Norte en cinco partidos.

## Palmarés

### Fútbol
Torneos regionales
- Liga Cañadense de Fútbol (15): 1942, 1970, 1981, 1983, 1994, 1997, 1998, 1999, 2001, 2002, 2007, 2008, 2010, 2019, 2024.[6]

Torneos provinciales
- Copa Campeón de Campeones de Santa Fe (1): 1998.[7]

### Baloncesto
- Asociación Cañadense de Básquetbol: 6 títulos.[5]